# 水戸金山テレビ中継局
水戸金山テレビ中継局（みとかなやまテレビちゅうけいきょく）は、茨城県水戸市にかつて存在したテレビ中継局である。

## 概要
- 当中継局は、水戸市木葉下町にあり周辺地域に電波を発射していた。
- なお、地上デジタル放送は、非該当のため2011年7月24日の地上アナログ放送終了とともに廃止された。

## 中継局概要（廃止時点）
| 放送局名             | テレビチャンネル | 空中線電力          | ERP                 | 放送対象地域 | 放送区域内世帯数 |
| アナログテレビ中継局 |                  |                     |                     |              |                  |
| TXテレビ東京         | 48ch             | 映像100mW/ 音声25mW | 映像210mW/ 音声53mW | 関東広域圏   | 不明             |
| EXテレビ朝日         | 52ch             | 映像100mW/ 音声25mW | 映像210mW/ 音声53mW | 関東広域圏   | 不明             |
| CXフジテレビ         | 54ch             | 映像100mW/ 音声25mW | 映像210mW/ 音声53mW | 関東広域圏   | 不明             |
| TBSテレビ            | 56ch             | 映像100mW/ 音声25mW | 映像210mW/ 音声53mW | 関東広域圏   | 不明             |
| NTV日本テレビ        | 58ch             | 映像100mW/ 音声25mW | 映像210mW/ 音声53mW | 関東広域圏   | 不明             |
| NHK東京総合テレビ    | 60ch             | 映像100mW/ 音声25mW | 映像210mW/ 音声53mW | 関東広域圏   | 不明             |
| NHK東京教育テレビ    | 62ch             | 映像100mW/ 音声25mW | 映像210mW/ 音声53mW | 全国         | 不明             |

### 偏波面
- 水戸金山アナログ中継局…垂直偏波

## 中継局置局住所
- 水戸市木葉下町